# Webster (hrabstwo Burnett)
Webster – wieś w Stanach Zjednoczonych, w stanie Wisconsin, w hrabstwie Burnett.